# G.fast
Le G.fast est une technologie de raccordement à Internet de type DSL sur paire de cuivre.
Le G.fast permet d’atteindre 500 à 1 000 Mbit/s pour des distances inférieures à 100 mètres en partie terminale de raccordement optique FTTB (fibre optique jusqu’à l’immeuble) ou 100 Mbit/s pour des distances jusqu’à 500 mètres (fibre optique jusqu’au sous-répartiteur). Au delà de 500 mètres, le VDSL2 prend le relais.

## Technologie
Les spécifications du G.fast relèvent des normes UIT G.9700 et G.9701 approuvées en avril et décembre 2014.

## Débits disponibles en fonction de la longueur de la partie terminale cuivre

Extension de la bande passante utile pour le protocole G.Fast par rapport au VDSL2

| Distance       | Débit              |
| -------------- | ------------------ |
| < 100 m (FTTB) | 500 à 2 000 Mbit/s |
| 100 m          | 500 Mbit/s         |
| 200 m          | 200 Mbit/s         |
| 250 m          | 150 Mbit/s         |
| 500 m          | 100 Mbit/s         |

## Déploiements
En Suisse, l’opérateur Swisscom a commencé à déployer du G.fast en terminaison de raccordement optique en 2016. En août 2017, 70 000 abonnés disposent d’un accès à 500 Mbps avec cette technologie.
Depuis août 2017, Swisscom et Huawei testent le NG.fast avec des raccordements pouvant aller jusqu’à 5 Gbit/s.